# 尼古拉·科瓦利
尼古拉·格里戈里耶维奇·科瓦利（俄語：Николай Григорьевич Коваль，1904年12月6日（19日）—1970年1月15日），苏联党和国家领导人。曾任摩尔达维亚苏维埃社会主义共和国人民委员会、部长会议主席，摩尔达维亚共产党（布）中央第一书记。

## 生平
- 1904年12月6日（格里历：12月19日）出生于沙俄波多利亚省卡缅卡村。1929年毕业于敖德萨农业学院。
- 1929年-1940年，乌克兰敖德萨州科托夫斯克区集体农场高级农艺师。1939年加入联共（布）。
- 1940年8月-1945年7月，摩尔达维亚苏维埃社会主义共和国农业人民委员。
- 1945年7月-1946年7月，摩尔达维亚苏维埃社会主义共和国人民委员会、部长会议主席。
- 1946年7月-1950年7月，摩尔达维亚共产党（布）中央第一书记。
- 1950年7月-1952年，联共（布）中央高级党校进修班学习。
- 1952年-1956年，乌克兰尼古拉耶夫州工人代表委员会副主席。
- 1956年-1957年，乌克兰尼古拉耶夫州工人代表委员会计划委员会主席。
- 1957年-1959年，摩尔达维亚苏维埃社会主义共和国国民经济委员会葡萄酒工业部副部长。
- 1959年-1960年，摩尔达维亚苏维埃社会主义共和国国家计划委员会第一副主席。
- 1960年10月-1967年4月，摩尔达维亚苏维埃社会主义共和国国家计划委员会主席。期间，1965年10月-1967年4月兼任摩尔达维亚苏维埃社会主义共和国部长会议副主席。
- 1967年4月起退休。
- 1970年1月15日于基希讷乌逝世，享年65岁。

科瓦利是苏共22大代表，第1-3届苏联最高苏维埃民族院代表，第1-2,6-7届摩尔达维亚苏维埃社会主义共和国最高苏维埃代表。

## 荣誉
- 两次列宁勋章
- 三次劳动红旗勋章